# 魯康祚
魯康祚（?—497年），南齊扶風人。
侍母至孝。官至屯騎校尉。建武四年（497年），裴叔業率兵攻打虹城，隨後令部將魯康祚、趙公政率一萬兵馬攻打太倉口。王肃命令傅永率三千精兵迎击。当时鲁康祚等驻军在淮水南岸，傅永在离淮水十里的北岸扎营。傅永深知南方人好夜襲敵營，遂將軍隊一分為二，在營外埋伏，又密令士兵用葫蘆瓢盛火，渡到淮河南岸埋伏，並告戒说:“见到齐兵火把燃起，也把葫芦里的火把点燃”。當夜魯康祚果然率軍搶渡淮河，準備偷襲魏營，不幸遭到傅永的埋伏，銳氣頓挫，鲁康祚於慌亂中坠河死。